# Molla Nasreddin

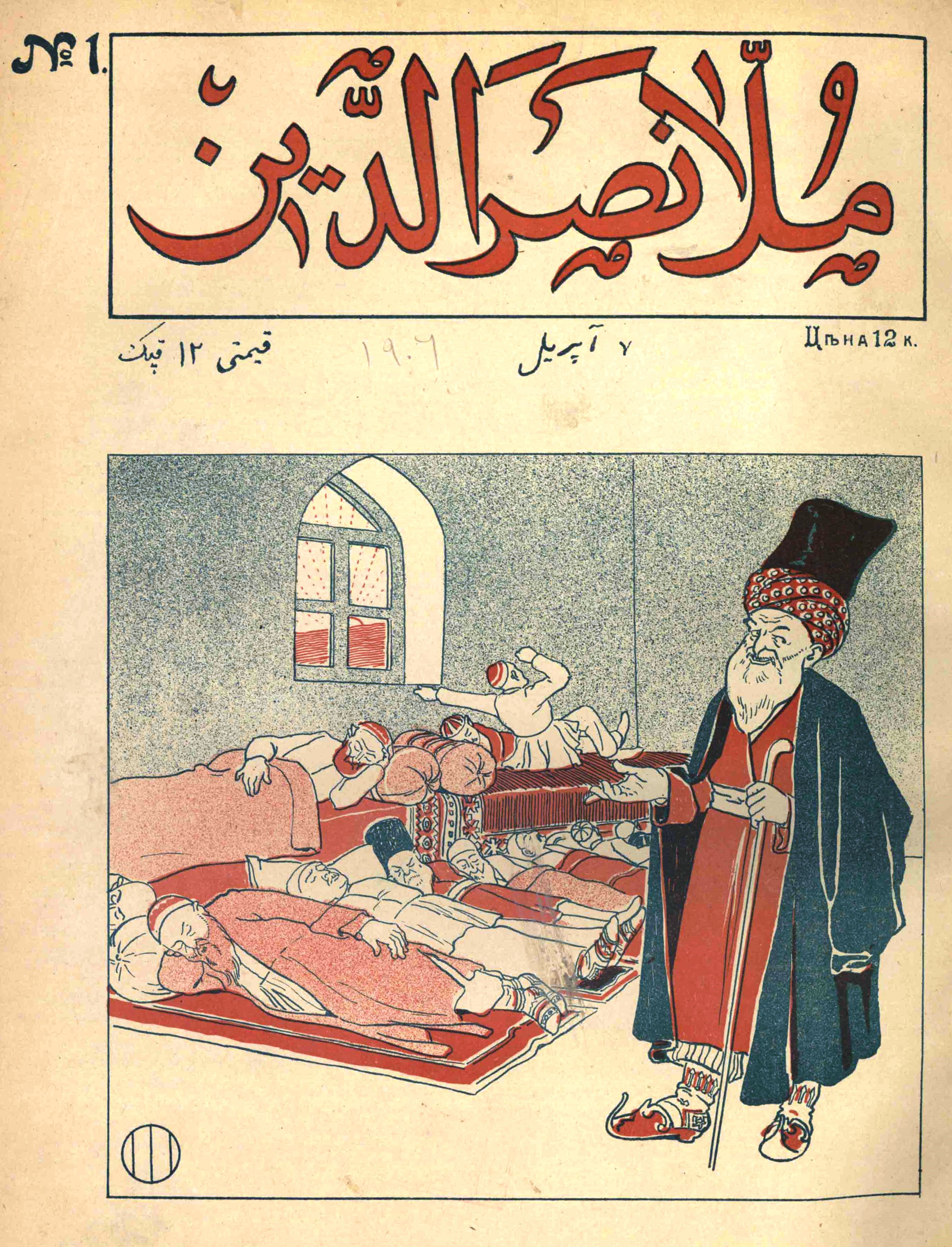
Titelblatt der ersten Ausgabe von Molla Nasreddin, 1906

Das Magazin Molla Nasreddin (aserbaidschanisch Molla Nəsrəddin jurnalı) war ein aserbaidschanischsprachiges satirisches Wochenblatt, das von 1906 bis 1932 publiziert wurde. Die Zeitschrift wurde von bekannten aserbaidschanischen Aufklärern Cəlil Məmmədquluzadə und Ömər Faiq Nemanzadə ins Leben gerufen und genoss in ihrer Zeit eine große Popularität in der muslimischen Welt. Insgesamt erschienen 748 Ausgaben von Molla Nasreddin, davon 400 in Baku, 340 in Tiflis und 8 in Täbris.

## Geschichte
Molla Nəsrəddin gilt als die erste fortschrittlichste und liberal-demokratisch ausgerichtete Illustrierte des gesamten Orients. Benannt wurde das Magazin nach Hodscha Nasreddin, einem weisen muslimischen Geistlichen und dem Erzähler von humorvoll-prosaischen Geschichten aus dem 13./14. Jahrhundert. Der Hauptzweck der Gründungsväter war, die politisch-sozialen Missstände ihrer Zeit wie Ungleichheit, Korruption, kulturelle Assimilation in satirischer Form aufzugreifen sowie den rückständigen Lebensstil des muslimischen Orients, den vorherrschenden religiösen Fanatismus, Fundamentalismus der iranischen Mullahs und den Absolutismus des russischen Zaren zu verspotten. Der besondere Charakterzug von Molla Nəsrəddin war sein bissiger Humor, der sich etwa nicht in komplizierten Texten, sondern in einfachen und gut verständlichen Karikaturen ausdrückte. Dadurch konnten die Autoren weite Teile der Gesellschaft, insbesondere die bildungsferne Schicht ansprechen.
Die sich um Molla Nasreddin gescharten Denker und Aufklärer setzten sich für mehr Bildung und Gleichberechtigung in Aserbaidschan und dem Rest der muslimischen Welt ein. Doch die Veröffentlichung von strikt antiklerikalen Inhalten in einem vom religiösen Fanatismus dominierenden Land zu Beginn des 20. Jahrhunderts war für Məmmədquluzadə und andere Redaktionsmitglieder mit großen Risiken verbunden. Sie wurden oft eingeschüchtert und angegriffen. Es kam zu mehreren erfolglosen Attentatsversuchen gegen Məmmədquluzadə selbst.
Mit kurzen Unterbrechungen erschien Molla Nasreddin von 1906 bis 1917 in Tiflis. Nach dem Zusammenbruch des Zarenreichs legte Məmmədquluzadə eine dreijährige Pause ein. 1921 zog er nach Täbris und veröffentlichte dort 8 Ausgaben.
Nach der Etablierung der Sowjetherrschaft in Aserbaidschan kehrte Məmmədquluzadə 1922 nach Baku zurück und setzte die Publikation dort fort. Doch die redaktionell-künstlerische Qualität von Molla Nasreddin wurde durch die immer mehr gewachsene bolschewistische Parteiideologie negativ beeinflusst. Von 1931 bis 1932 musste das Magazin unter dem Namen „Allahsiz“ (Gottlos) veröffentlichen. Nach dem Tod von Məmmədquluzadə im Januar 1932 hörte die Zeitschrift praktisch auf, zu existieren.

## Bedeutung
Molla Nasreddin spielte eine große Rolle in der Entwicklung des kritisch-realistischen Genres in der aserbaidschanischen Literatur. Es hatte auch eine große Auswirkung auf die Entstehung der Karikaturkunst im Iran in den 1920er Jahren.
Zum Leserkreis der Zeitschrift gehörten Məhəmməd Əmin Rəsulzadə, Nəsib bəy Yusifbəyli, Fətəli Xan Xoyski etc., Gründungsväter der Demokratischen Republik Aserbaidschan.

## Galerie

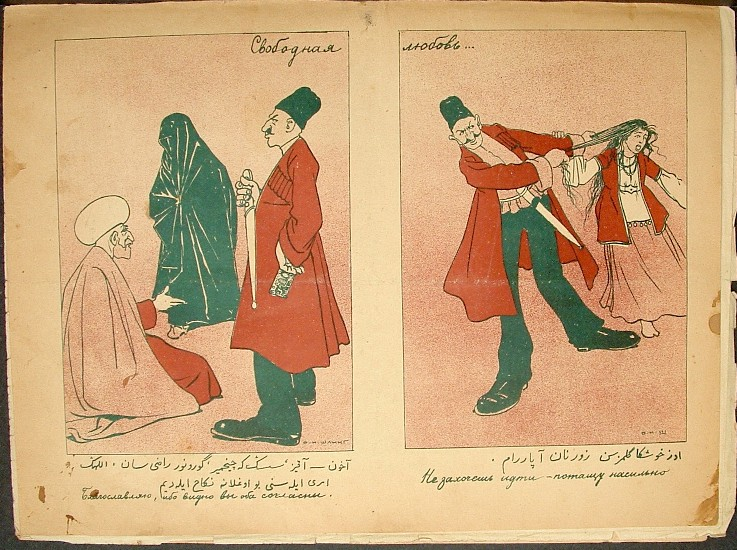
„Freie Liebe“. Gemälde von Oskar Schmerling
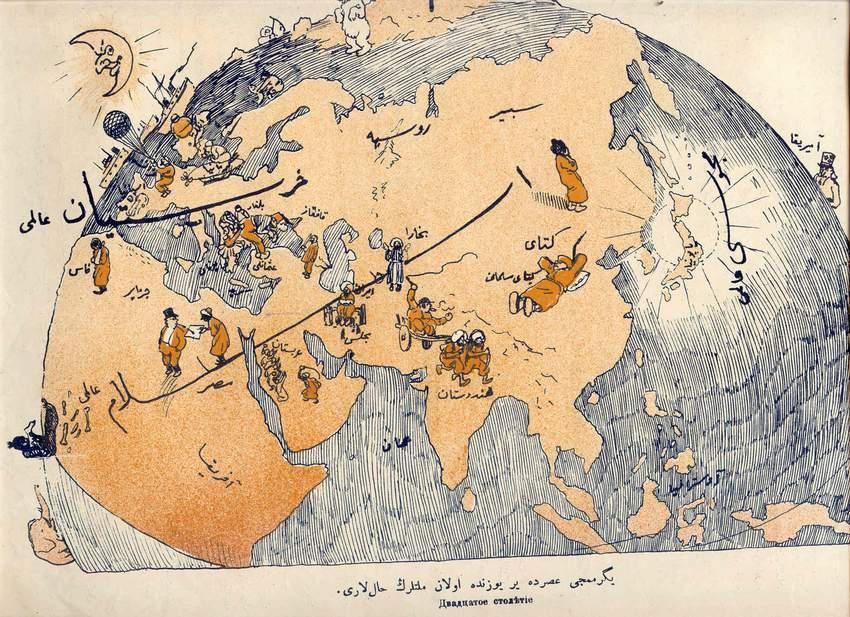
Karikatur aus dem Jahr 1910: Während die europäischen Länder und Japan wohlhabend und fortgeschritten sind, sind die Länder Asiens, des Nahen Ostens und Afrikas rückständig, Autor: Əzim Əzimzadə
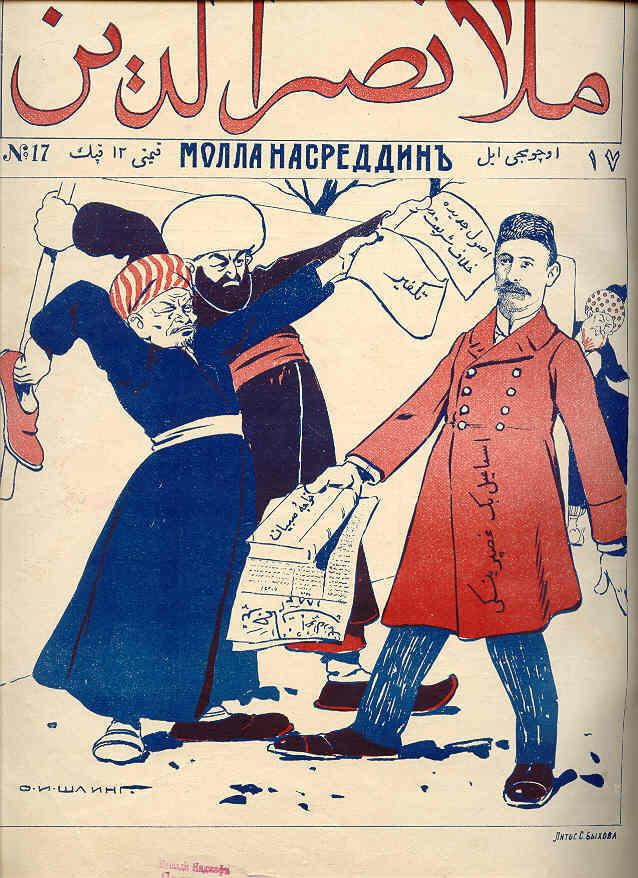
Klerus gegen Ismail Gasprinski
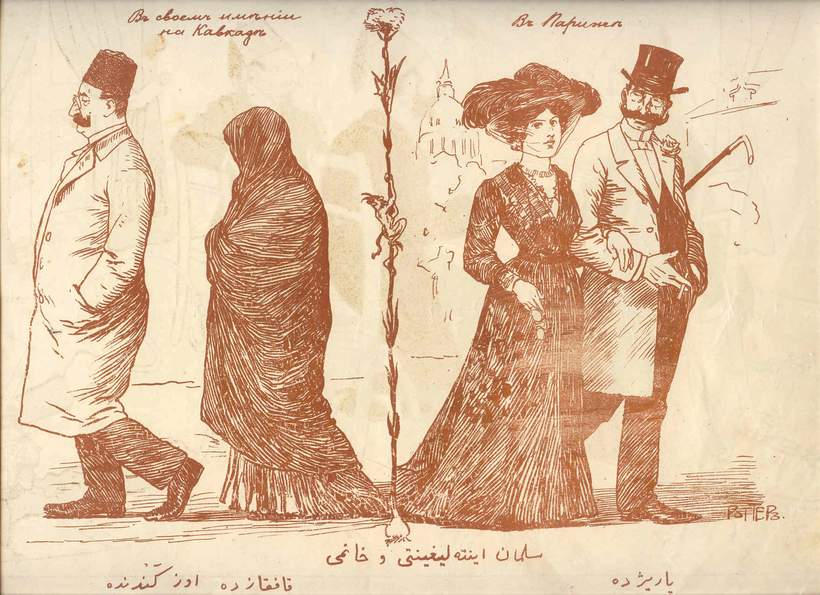
Muslimisches und europäisches Ehepaar. Autor: Joseph Rotter
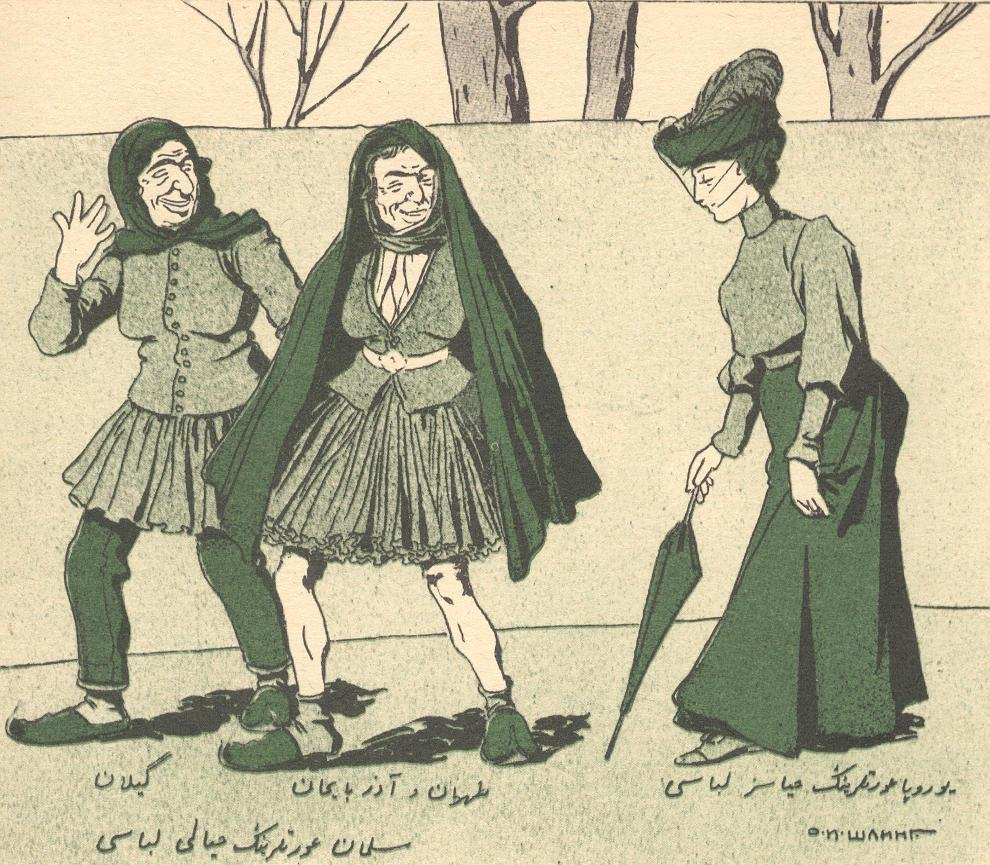
Autor: Oskar Schmerling